# Liste der Wahlkreise in Tuvalu
Tuvalu ist in acht Bezirke gegliedert mit ebenso vielen Wahlkreisen gegliedert. Die Wahlkreise können auf Wunsch des zuständigen Ministers in sogenannte Wards unterteilt werden. Wenn der Minister von diesem Recht keinen Gebrauch macht, gilt jeder Wahlkreis als ein Ward.

## Wahlkreise
| Wahlkreis  | Hauptort | Einwohner | Atoll/Insel          | Parlaments- abgeordnete |
| ---------- | -------- | --------- | -------------------- | ----------------------- |
| Funafuti   | Vaiaku   | 4.492     | Funafuti             | 2                       |
| Nanumanga  | Tokelau  | 0589      | Nanumanga            | 2                       |
| Nanumea    | Lolua    | 0664      | Nanumea              | 2                       |
| Niutao     | Kulia    | 0698      | Niutao und Niulakita | 2                       |
| Nui        | Tanrake  | 0548      | Nui                  | 2                       |
| Nukufetau  | Savave   | 0586      | Nukufetau            | 2                       |
| Nukulaelae | Fangaua  | 0393      | Nukulaelae           | 1                       |
| Vaitupu    | Asau     | 1.591     | Vaitupu              | 2                       |